# 2190 Coubertin
2190 Coubertin (1976 GV3) là một tiểu hành tinh vành đai chính được phát hiện ngày 2 tháng 4 năm 1976 bởi N. S. Chernykh ở Đài vật lý thiên văn Crimean. Nó được đặt theo tên Pierre de Coubertin, founder of the modern Olympic Games.